# انسداد عروق کرونری قلب
ترومبوز (انسداد) عروق کرونر به صورت تشکیل لخته خون درون رگ خونی قلب تعریف می‌شود. این لخته خون ممکن است بعداً جریان خون در قلب را محدود کند و به آسیب رساندن به بافت قلب یا انفارکتوس میوکارد، که به حملهٔ قلبی نیز معروف است، منجر شود.
ترومبوز عروق کرونر معمولاً به عنوان یک اثر پایین دستی آترواسکلروز، تجمع کلسترول و چربی در دیواره شریان ایجاد می‌شود. قطر رگ کوچکتر باعث می‌شود تا خون کمتری جریان یابد و پیشرفت به سمت انفارکتوس میوکارد را تسهیل می‌کند. عوامل خطر اصلی برای ترومبوز (انسداد) عروق کرونر عبارتند از کلسترول LDL بالا، سیگار کشیدن، سبک زندگی کم‌تحرک و فشار خون بالا.